# Escape from Tarkov
Escape from Tarkov es un simulador de combate en primera persona. También hay quien lo considera un videojuego de suspense debido a la tensión característica de este juego, esto gracias a lo inmersivo que es el sonido. Los cuales son audios directamente grabados por los mismos desarrolladores, al ser tan realista esto provoca una sensación semejante a la que provocan los juegos de terror. El  videojuego se ambienta en Tarkov, una ciudad de la Rusia moderna, presa del caos en la que solo aquellos con las cualidades más aptas pueden sobrevivir, resolver los misterios de Tarkov y salir con vida de la ciudad.

## Trama
Escape from Tarkov se desarrolla en la ficticia región de Norvinsk en el noroeste de Rusia, alrededor de una "zona económica especial" que sirvió como puerta de entrada entre Rusia y la Unión Europea. Sin embargo, esto atrajo a corporaciones con intenciones dudosas, y la ciudad de Tarkov se convirtió en el centro de un importante escándalo político que involucraba a corporaciones corruptas en la región de Norvinsk. Seis meses después, la situación estalló en un conflicto armado que involucró a las Tropas Internas de Rusia, las fuerzas de paz de las Naciones Unidas y dos compañías militares privadas: United Security (USEC) y Battle Encounter Assault Regiment (BEAR). Las fronteras de la región de Norvinsk se sellaron y aquellos atrapados en medio de la guerra local fueron aislados del mundo exterior. USEC fue contratada por el Grupo Terra, una de las corporaciones corruptas involucradas en el escándalo, para obstaculizar las investigaciones durante el conflicto, mientras que BEAR fue contratada por el gobierno ruso para descubrir evidencia que demuestre las actividades ilícitas del Grupo Terra. 
El jugador tiene el objetivo principal de escapar de la ciudad de Tarkov trabajando para una de estas compañías militares privadas.

## Modos de juego
Escape from Tarkov va a tener varios modos de juego, incluyendo:

### Implementados
- Incursión PMC: utilizas a tu personaje principal con cualquier equipo que quieras llevar a un asalto. Puedes recoger cualquier equipo de otros jugadores o IA que mates, así como botín desde ubicaciones aleatorias. Si mueres, pierdes todo lo que trajiste y lo que encontraste en el asalto, con la excepción de los elementos en tu contenedor seguro. Para sobrevivir y escapar con cualquier equipo que hayas recogido, debes llegar a un punto de extracción.

- Scav: entras en una partida como Scav (o Scavengers, por su traducción del inglés, carroñeros), la facción de la IA, con un conjunto aleatorio de equipo. Te enfrentas a otros jugadores, y potencialmente a NPCs scavs. Cualquier botín recogido por el jugador como scav puede ser transferido al personaje principal, mientras que morir como Scav no tiene penalización. Para sobrevivir y salir con cualquier equipo que hayas recogido, debes llegar a un punto de extracción. Si disparas a tus compañeros Scavs, ellos se defenderán.

- Modo Offline: es igual que los otros modos, con la excepción de que no pierdes lo que traes si mueres, y de que tienes opciones antes de entrar al juego. Estas incluyen, entre otras, el clima y las opciones de IA. Aparte tampoco podrás obtener las cosas que ganes en una partida, ni la experiencia.

- Hideout (escondite): es básicamente un refugio el cual incluye la construcción y mejora de varias zonas, cada una con sus propias bonificaciones. Los hideouts también proporcionan la capacidad de mejorar las estadísticas básicas del personaje junto con la capacidad de producir varios items utilizables.

- Modo Arena: Es un proyecto independiente, consiste en una partida multijugador PVP / PVE en la que luchamos contra otro equipo en varias partes del mapa de Tarkov.

Las batallas de arena se dividen en dos tipos principales: clasificadas y no clasificadas.
Las partidas no clasificadas permiten a los luchadores aprender la mecánica de la Arena, entrenar o jugar por diversión en cualquier lugar y con oponentes de cualquier dificultad.
El modo clasificado es una competición de habilidad para obtener el título del mejor luchador en la Arena. Las partidas clasificadas determinan el rango del jugador, aumentándolo o disminuyéndolo dependiendo de los resultados del combate, el conjunto preestablecido seleccionado y posibles bonificaciones adicionales.

### Planeado
- Modo historia.

## Mapas

### Mapas jugables actualmente
- Customs (Aduanas)
- Factory (Fábrica)
- Interchange (Intercambio)
- Shoreline (Costa)
- Woods (Bosque)
- TerraGroup Labs (Laboratorios TerraGroup)
- Reserve (Reserva)
- Lighthouse (Faro)
- Streets of Tarkov (Calles de Tarkov)
- Ground Zero (Lugar Base Terragroup)

### Mapas planeados
- Terminal

## Requerimientos
Requisitos mínimos:
- CPU: i5 o Superior | AMD FX 8350 o AMD Ryzen 5 2600
- RAM: 8 GB
- Disco duro: 45 GB de espacio libre
- GPU: GTX 1060 o similar
- OS: Windows 7 64 Bit, Windows 8 64 Bit, Windows 10 64 Bit
- Resolución de pantalla: 1024×768 o superior
- Red: Conexión permanente a Internet de banda ancha

Requisitos recomendados:
- CPU: Intel Core i7-8700 o Ryzen 7 3700X
- RAM: 32 GB
- GPU: Nvidia RTX 2060 6 GB
- Disco duro: 50 GB SSD

## Jugabilidad
Los desarrolladores de Escape from Tarkov se refieren al juego como un juego de disparos en primera persona realista y duro, un videojuego de supervivencia que toma prestados elementos de los videojuegos multijugador masivos en línea En su estado actual, Escape from Tarkov incorpora varios modos para que los jugadores jueguen: incursiones PMC en línea, incursiones Scav y un refugio offline temporal (llamado "Hideout"). En estas incursiones, los jugadores pueden elegir jugar en solitario o en grupo y elegir entre varios mapas. Una vez en el juego, los jugadores tienen un punto de extracción en el otro lado del mapa y deben luchar contra otros jugadores y NPCs para llegar a ese punto y poder escapar. Además de estas extracciones estándar, los jugadores también tienen la oportunidad de usar puntos de extracción "opcionales" cerca de la mitad del mapa, pero para hacerlo deben cumplir con varios requisitos por extracción, como pagar rublos (la moneda principal del juego), no tener una mochila o tener ciertos elementos equipados en su personaje. Además del combate, los jugadores también pueden encontrar botín en estos mapas, como armas de fuego, equipo y armaduras, y una vez extraídos, pueden almacenar su botín en un alijo para usar en futuras incursiones o se pueden vender a otros jugadores en un mercado virtual conocido como "Flea market".
Cuando los jugadores mueren en una incursión, lo pierden todo, incluido el botín y el equipo que llevaron a la incursión. Los jugadores pueden asegurar las armas y el equipo que trajeron, lo que permite que se les devuelva ese equipo si no se lo llevan otros jugadores. En las incursiones de scavs, los jugadores reciben un conjunto aleatorio de equipamiento, en lugar de elementos de su alijo personal, y entran en una incursión que ya está en curso en una ubicación aleatoria. Si un jugador muere como scav, hay un temporizador hasta que se pueda a volver a jugar como scav de nuevo. Cada incursión dura entre 15 y 45 minutos, según el mapa, y puede contener hasta 14 jugadores.

## Desarrollo y lanzamiento
Escape from Tarkov viene en una versión de compra completa, sin elementos gratuitos ni de microtransacciones. Existe la posibilidad de un lanzamiento en Steam en algún momento después del lanzamiento oficial del juego. También hay planes para contenido descargable en el futuro.

### Alfa extendida
La versión de alfa extendida se anunció el 28 de diciembre de 2016 y está disponible para usuarios seleccionados que pre-ordenaron el juego. El juego tiene cuatro niveles de preorden, donde la edición Edge of Darkness garantizaba a los jugadores el acceso a la versión de alfa. Todos los jugadores que tuvieron acceso tuvieron que firmar un acuerdo de no divulgación y la cobertura de vídeo del juego a través de la transmisión se limitó a jugadores seleccionados. Actualmente, el acuerdo de confidencialidad se ha levantado.

### Beta cerrada
La versión de beta cerrada comenzó el 28 de julio de 2017. Los probadores alpha anteriores obtuvieron acceso inmediatamente y después de los primeros días, todos los pedidos previos obtuvieron acceso beta en oleadas en el transcurso de una semana.

### Miniserie Raid
Los desarrolladores también han publicado una miniserie de acción basada en Tarkov titulada Raid, clasificada +18 por su contenido violento, siendo el primer episodio lanzado el 29 de marzo de 2019 en YouTube. El primer episodio cuenta con casi 5 millones de reproducciones. La serie de videos de Raid terminó con un total de 5 episodios, siendo el último publicado el 25 de febrero de 2021.

## Recepción
En una vista previa en 2018 de la versión beta cerrada, Heather Alexandra comentó que el juego era "tenso" y "emocionante", pero contenía una serie de problemas técnicos.
En PC Gamer, Steven Messner describió el juego como el descubrimiento de "una nueva fuente de potencial para los shooters online" y comentó positivamente la forma en que los sistemas del juego llevan a los jugadores a valorar su equipo y recordar historias sobre cómo fueron adquiridos.

## Ediciones de compra
El juego dispone de cuatro ediciones diferentes de compra.
La edición conocida como Edge Of Darkness (150 €) fue eliminada, y en su lugar fue se añadió la Unheard Edition (250 €), en abril de 2024.

### Ediciones disponibles
- Standard Edition (52 €)
- Left Behind Edition (86 €)
- Prepare for Escape Edition (115 €)
- The Unheard Edition (250 €)

### Antiguas ediciones
- Edge of Darkness Limited Edition (150 €)

## Controversias

### YouTube
Battlestate Games ha sido acusado de abusar del sistema DMCA de YouTube para eliminar vídeos negativos de Escape from Tarkov. El usuario de YouTube Eroktic lanzó un vídeo que acusaba a Battlestate Games de filtrar información del usuario, lo que resultó en que Battlestate Games emitiera DMCA en 47 vídeos de YouTube publicados por el usuario; dos de los cuales fueron atacados por supuestamente difundir información falsa y el resto por difundir «publicidad negativa».

### Sexismo
En una entrevista de 2016, un empleado que trabajaba para la empresa llamado Pavel Dyatlov declaró que no habría mujeres ni personajes femeninos jugables en el juego porque: «... las mujeres no pueden manejar esa cantidad de estrés. Solo hay sitio para hombres endurecidos en este lugar».
Más tarde, en 2020, año donde su popularidad incrementó a raíz de la pandemia de COVID-19 y las medidas de aislamiento social aplicadas en gran parte del mundo, los desarrolladores se disculparon por las opiniones expresadas anteriormente y, en cambio, declararon que la razón para no agregar personajes femeninos jugables, se debía a la historia del juego y, lo que es más importante, a la gran cantidad de trabajo necesario con animaciones, accesorios, etcétera.

### Controversia con DLC
En abril de 2024, Battlestate Games anunció una versión de 250 dólares del juego denominada Unheard Edition, que incluye características como equipamiento exclusivo y un modo PvE sin conexión. 
En enero del mismo año, se suspendió otra versión de Escape From Tarkov, la llamada Edge of Darkness (que costaba 150 dólares).  Antes de eso, Battlestate Games había declarado que los propietarios de la edición Edge of Darkness recibirían "acceso gratuito a todos los DLC posteriores" del juego. Con el anuncio de Unheard Edition (cuyo modo PvE fue etiquetado como "característica" y, por lo tanto, no como DLC), esto se revisó a seis meses de acceso gratuito, lo que generó críticas por parte de la base de jugadores del juego y acusaciones de convertir el juego en un título de pago para ganar.  
Inicialmente, la Unheard Edition también estaba programada para brindar a los jugadores que la compraron acceso al emparejamiento con prioridad, aunque esto se canceló más tarde.  
El 27 de abril, los desarrolladores anunciaron que los compradores de la edición Edge of Darkness ahora tendrían acceso completo al modo PvE una vez que se lanzara la versión 1.0 del juego, programada para finales de año, y que esos jugadores también recibirían un 50% de descuento en la actualización a la Unheard Edition si deciden hacerlo. Al día siguiente, esto se revisó para abrirse antes, pero en oleadas a medida que se agrega más capacidad a los servidores.